# Orietta Berti (album 1970)
Orietta Berti è una compilation dell'omonima cantante pubblicata in Italia nel 1970.

## Descrizione
Contiene un inedito, Le ore del sole.

## Tracce
Lato A
1. Tipitipitì
2. Lui, Lui, Lui
3. Un Fiore Dalla Luna
4. Quando L'Amore Diventa Poesia
5. Se Mi Innamoro Di Un Ragazzo Come Te
6. Ma Piano (Per Non Svegliarti)
7. Voglio Dirti Grazie
8. Non Illuderti Mai
9. Tu Sei Quello
10. Dove Non So
11. L'Amore È Blu
12. Osvaldo Tango
13. Non Ti Scordar Di Me
14. Quando Nella Notte

Lato B
1. Una Bambola Blu
2. Se Ne Va
3. L'Altalena
4. Per Tutto Il Bene Che Mi Vuoi
5. Che Ti Importa Se Sei Stonato
6. Dove, Quando
7. Amore Per La Vita
8. Agli Occhi Miei Non Crederò
9. Le Ore Del Sole
10. Ritornerà Da Me
11. Non È Più Casa Mia
12. Io, Tu E Le Rose
13. Canta Ragazzina
14. Cento Secoli